# Брид ле Бен
Брид ле Бен (фр. Brides-les-Bains) насеље је и општина у источној Француској у региону Рона-Алпи, у департману Савоја која припада префектури Албервил.
По подацима из 2011. године у општини је живело 546 становника, а густина насељености је износила 207,6 становника/km². Општина се простире на површини од 2,63 km². Налази се на средњој надморској висини од 580 метара (максималној 1.040 m, а минималној 556 m).

## Демографија
| 1962. | 1968. | 1975. | 1982. | 1990. | 1999. | 2011. |
| ----- | ----- | ----- | ----- | ----- | ----- | ----- |
| 548   | 638   | 557   | 583   | 611   | 593   | 546   |

График промене броја становника у току последњих година